# 真人快打X
《真人快打X》是一款由NetherRealm Studios开发的格斗游戏，是真人快打系列的第十部作品，2015年4月14日登陆PS4、Xbox One和Microsoft Windows平台。NetherRealm的移动平台工作组开发了IOS和安卓版本，IOS版已于2015年4月7日在世界范围内发布，安卓版于2015年5月4日发布。
《真人快打X》一经发布就得到了积极的评价，从操作性、游戏画面、剧情和角色而言，有评论者认为该作是真人快打系列中最佳的一作。但也有人认为游戏的教程、收费、DLC和在线游戏可玩性有一定的问题。游戏的PC版本也由于许多技术问题遭到批评。

## 游戏玩法
《真人快打X》是一款格斗游戏，玩家可以使用各种攻击招式、特殊招式和毛骨悚然的终结技同其他玩家对抗，从上一代加入的能量条系统能够使玩家释放特殊招式例如“X光技”。如同NetherRealm Studios开发的《不义联盟：人间之神》，玩家能够与环境互动，利用环境来进行移动或利用环境来进行攻击。此外，每位游戏角色都拥有三个不同的专精，每种专精都会有不同的招式例如角色蝎子使用忍术专精可以挥舞双剑，地狱火专精更依赖于火焰招式，炼狱专精可以让他召唤爪牙协助战斗。本作另一个亮点是新加入了两种终结方式，在多人对战中中途退出则会被快速终结以及根据玩家所加入的派系而拥有的派系终结技。奔跑动作回归本作，真人快打3中的必杀也回归本作，可以在向对手进行最后一击时触发直接杀死对手，此外，也可以利用环境进行必杀。
游戏模式包括剧情模式、1对1排位赛、山丘之王、生存模式、运气测试。新加入的生存塔模式由系列旧有的挑战塔演变而成，在这个模式中，战斗的环境将会每小时改变一次，让玩家可以享受不同的战斗体验。同时还新加入了派系战争，玩家可以从黑龙会、暗影兄弟会、林魁、特种部队和白莲教中挑选并加入其中派系来进行跨平台竞争，以此获得积分为所选派系做出贡献，同时提升个人排名并赢取特殊奖励例如派系终结技。

### 游戏角色
粗体为新角色
| 角色                          | 专精           | 专精             | 专精         |                      |
| ----------------------------- | -------------- | ---------------- | ------------ | -------------------- |
| 凯西·凯奇 (Cassie Cage)       | 好莱坞         | 搏击拳手         | 特殊行动     |                      |
| 德沃拉 (D'Vorah)              | 虫巢育母       | 蜂群女王         | 剧毒分泌     |                      |
| 艾爾馬克 (Ermac)              | 神秘主义       | 灵魂之主         | 幽魂         |                      |
| 艾倫·布莱克 (Erron Black)     | 荒野射手       | 亡命之徒         | 狙擊槍神     |                      |
| 菲拉/托 (Ferra/Torr)          | 冷酷无情       | 穷凶极恶         | 暴力奴仆     |                      |
| 戈洛 (Goro)                   | 故国勇士       | 龙牙指虎         | 虎人之怒     |                      |
| 杰基·布里吉斯 (Jacqui Briggs) | 霰弹枪手       | 全自动化         | 高科技       |                      |
| 杰森·沃里斯 (Jason Voorhees)  | 杀人魔         | 惨无人道         | 无法阻止     |                      |
| 贾克斯 (Jax)                  | 重型武器       | 高压打击         | 摔角手       |                      |
| 強尼·凯奇 (Johnny Cage)       | 拳武行秀       | 特技分身         | 头号名单     |                      |
| 卡诺 (Kano)                   | 残暴杀手       | 生化控制         | 突击队长     |                      |
| 剑士 (Kenshi)                 | 平衡           | 附身             | 剑术         |                      |
| 吉塔娜 (Kitana)               | 皇家风暴       | 刺客             | 哀恸者       |                      |
| 科塔尔汗 (Kotal Kahn)         | 血神           | 战神             | 太阳神       |                      |
| 空进 (Kung Jin)               | 先祖嫡传       | 操弓棒术         | 少林绝学     |                      |
| 空佬 (Kung Lao)               | 狂风暴雨       | 电动圆锯         | 帽子戏法     |                      |
| 刘康 (Liu Kang)               | 烈焰之拳       | 龙之火焰         | 二元转换     |                      |
| 美莲娜 (Mileena)              | 锋利刺骨       | 灵动缥缈         | 极度饥饿     |                      |
| 終極战士 (Predator)           | 黑铁族群       | 铁血戰士         | 丛林猎人     |                      |
| 拳痴 (Quan Chi)               | 术士           | 男巫             | 召唤师       |                      |
| 雷电 (Raiden)                 | 雷霆之神       | 移形换位         | 风暴之主     |                      |
| 蜥蜴人 (Reptile)              | 视觉欺骗       | 身手敏捷         | 毒气原体     |                      |
| 魔蝎 (Scorpion)               | 忍术           | 地狱火           | 炼狱         |                      |
| 辛诺克 (Shinnok)              | 伪装大师       | 骸骨镰刀         | 死灵法师     |                      |
| 刀锋索尼娅 (Sonya Blade)      | 秘密行动       | 爆破专家         | 特种部队     |                      |
| 绝对零度 (Sub-Zero)           | 寒冰术士       | 坚不可摧         | 林魁宗师     |                      |
| 武田 (Takeda)                 | 白井流         | 鞭笞者           | 浪人剑客     |                      |
| 谭雅 (Tanya)                  | 旋棍武术       | 龙之薙刀         | 烈焰术士     |                      |
| 战栗 (Tremor)                 | 晶岩           | 余震             | 金属         |                      |
| 人皮臉(Leatherface)           | 殺手           | 屠夫             | 美麗女仕     |                      |
| 波萊丘 (Bo' Rai Cho)          | 龍之吐息       | 醉拳大師         | 巴頓術       |                      |
| 異形 (Alien)                  | 酸性           | 寄生             | 巴卡之刃     |                      |
| 融合三人(Tri-Borg)            | 賽克特(LK-9T9) | 賽瑞克斯(LK-4D4) | 煙霧(LK-7T2) | 機械Sub-Zero(LK-52O) |